# Luís Silva (football, 1999)
Pour le footballeur américano-mexicain né en 1988, voir Luis Silva (football, 1988).
Pour les articles homonymes, voir Silva.
Luís Silva, de son nom complet Luís Marques Almeida Vieira da Silva, né le 18 février 1999 à Oeiras au Portugal, est un footballeur portugais qui évolue au poste de défenseur central.

## Biographie

### En club
Depuis 2019, il évolue avec le Belenenses SAD en première division portugaise,.

### En sélection
Avec les moins de 17 ans, il remporte le championnat d'Europe des moins de 17 ans en 2016  organisé en Azerbaïdjan. Lors de cette compétition, il joue deux matchs contre la Belgique et l'Autriche. Le Portugal gagne le tournoi en battant l'Espagne en finale, après une séance de tirs au but.

## Palmarès
Portugal - 17 ans :
- Vainqueur du championnat d'Europe des moins de 17 ans en 2016